# Монашевское сельское поселение
Монашевское се́льское поселе́ние — муниципальное образование в Менделеевском районе Татарстана Российской Федерации.
Административный центр — село Монашево.

## История
Статус и границы сельского поселения установлены Законом Республики Татарстан от 31 января 2005 года № 29-ЗРТ «Об установлении границ территорий и статусе муниципального образования "Менделеевский муниципальный район" и муниципальных образований в его составе».

## Население
| 2010  | 2011  | 2012  | 2013  | 2014  | 2015  | 2016  |
| ----- | ----- | ----- | ----- | ----- | ----- | ----- |
| 1078  | ↗1080 | ↘1068 | ↘1050 | ↗1054 | ↘1040 | ↘1022 |
| 2017  | 2018  |       |       |       |       |       |
| ↗1025 | ↘1020 |       |       |       |       |       |

## Состав сельского поселения
| № | Населённый пункт | Тип населённого пункта       | Население |
| - | ---------------- | ---------------------------- | --------- |
| 1 | Актазики         | деревня                      |           |
| 2 | Ильнеть          | село                         |           |
| 3 | Монашево         | село, административный центр |           |
| 4 | Новый Кокшан     | село                         |           |
| 5 | Татарский Кокшан | деревня                      |           |